# Reli
Reli (енгл. Rallying) je oblik auto trka koje se održavaju na javnim i privatnim putevima sa modifikovanim serijskim automobilima. Reli-trke na međunarodnom nivou i u većini nacionalnih prvenstava podrazumevaju dve klase atestiranih (homologizovanih) automobila iz serijske proizvodnje: Grupa N serijski automobili i modifikovani automobili Grupa A.

## Istorija

### Grupa B
Grupa B je oblik takmičenja koji je uveden 1982. godine od strane FIA, kao zamena za dotadašnju Grupu 4 i Grupu 5. Propisi Grupe B u sezoni 1982. godine su dozvoljavali skoro neograničenu moć, uz samo nekoliko ograničenja. Grupa B je ‘stvorila’ neke od najbržih reli-automobila ikada i često se naziva zlatno doba relija. Međutim, zbog niza velikih nesreća od kojih su neke bile kobne, 1986. godine FIA isključuje ovu klasu iz takmičenja.

### Grupa A
Grupa A je oblik takmičenja koji je organizovan u okviru WRC-a 1986. godine. Kenneth Eriksson je osvojio titulu sa Golfom GTI 16V. Lanča je bila najbrža u prilagođavanju novim propisima pa je sa svojim modelom Delta Integrale svojila titulu konstruktora šest godina za redom od 1987. do 1992. godine.

## Propozicije
Automobili se takmiče na zatvorenim javnim putevima ili off-road oblastima gde voze po tzv. point-to-point formatu. Vozači i njihovi suvozači skupljaju grupe bodova osvajajući ih u redovnim intervalima od početka takmičenja. Reli obično traje tokom više faza specijalnih ispita (special stages) na bilo kom terenu gde je učesnicima dozvoljeno da pre početka takmičenja pređu deonice (stage) smanjenom brzinom beležeći stenogramski detaljne opise delova staze ili puta po kome voze. Ovi detaljni opisi poznati su kao tzv. pace notes. U toku stvarnog reli-takmičenja, suvozač naglas čita vozaču napisane zabeleške o stazi koristeći interfonski sistem u zaštitnoj kacigi, omogućavajući završetak svake deonice što je brže moguće. Bodovanje je zasnovano na najkraćem ukupnom proteklom vremenu tokom specijalnih ispita uključujući i moguće kazne. Glavna svetska reli-serija je World Rally Championship (WRC). Postoji mnogo regionalnih prvenstava i zato mnoge zemlje imaju svoj nacionalni reli-šampionat. Neki od najpoznatijih reli-takmičenja su Monte Carlo Rally, Rally Argentina, Rally Finland and Rally GB.

## Svetsko prvenstvo u reliju
Svetsko prvenstvo u reliju (енгл. WRC - World Rally Championship) je takmičenje koje se sastoji od niza reli-trka koje organizuje Međunarodna automobilska federacija (FIA - Fédération Internationale de l'Automobile), koje se završava proglašavanjem prvaka u konkurenciji vozača i u konkurenciji konstruktora. Takmičenje je 1973. godine dobilo oznaku kao Svetsko prvenstvo u reliju. Svetsko reli-prvenstvo sadrži još tri manje popularna takmičenja koja se zovu Junior World Rally Championship (JWRC), World Rally Championship 2 (WRC 2),World Rally Championship 3 (WRC 3).

## Sistem bodovanja
Svake sezone se obično vozi 13 različitih relija po površinama od šljunka, asfalta, snega i leda. Prventvo za vozače i prvenstvo za konstruktore su dva odvojena prvenstva,ali su zasnovana na istom bodovnom sistemu. Bodovi se dodjeljuju na kraju svakog relija prvoj desetorici WRC/JWRC/PWRC vozača po sledećem sistemu: 
| Pozicija | 1. | 2. | 3. | 4. | 5. | 6. | 7. | 8. | 9. | 10. |
| Bodovi   | 25 | 18 | 15 | 12 | 10 | 8  | 6  | 4  | 2  | 1   |

## Trke
Zemlje u kojima se održavaju trke:
- Monako (Monte Carlo Rally)
- Švedska (Rally Sweden)
- Portugal
- Meksiko
- Argentina
- Grčka
- Novi Zeland
- Finska
- Nemačka
- Velika Britanija
- Francuska
- Italija
- Španija

## Svetski reli-prvaci
| Sezona                                                                            | Prvenstvo za vozače    | Prvenstvo za vozače         |             | Prvenstvo za konstruktore   | Prvenstvo za konstruktore |
| Sezona                                                                            | Vozač                  | Automobil                   | Konstruktor | Automobil                   |                           |
| --------------------------------------------------------------------------------- | ---------------------- | --------------------------- | ----------- | --------------------------- | ------------------------- |
| 2011.                                                                             | Sébastien Loeb         | Citroën DS3 WRC             | Citroën     | Citroën DS3 WRC             |                           |
| 2010.                                                                             | Sébastien Loeb         | Citroën C4 WRC              | Citroën     | Citroën C4 WRC              |                           |
| 2009.                                                                             | Sébastien Loeb         | Citroën C4 WRC              | Citroën     | Citroën C4 WRC              |                           |
| 2008.                                                                             | Sébastien Loeb         | Citroën C4 WRC              | Citroën     | Citroën C4 WRC              |                           |
| 2007.                                                                             | Sébastien Loeb         | Citroën C4 WRC              | Ford        | Ford Focus                  |                           |
| 2006.                                                                             | Sébastien Loeb         | Citroën Xsara WRC           | Ford        | Ford Focus                  |                           |
| 2005.                                                                             | Sébastien Loeb         | Citroën Xsara WRC           | Citroën     | Citroën Xsara               |                           |
| 2004.                                                                             | Sébastien Loeb         | Citroën Xsara WRC           | Citroën     | Citroën Xsara               |                           |
| 2003.                                                                             | Petter Solberg         | Subaru Impreza WRC          | Citroën     | Citroën Xsara               |                           |
| 2002.                                                                             | Marcus Grönholm        | Peugeot 206 WRC             | Peugeot     | Peugeot 206                 |                           |
| 2001.                                                                             | Richard Burns          | Subaru Impreza WRC          | Peugeot     | Peugeot 206                 |                           |
| 2000.                                                                             | Marcus Grönholm        | Peugeot 206 WRC             | Peugeot     | Peugeot 206                 |                           |
| 1999.                                                                             | Tommi Mäkinen          | Mitsubishi Lancer Evolution | Toyota      | Toyota Corolla              |                           |
| 1998.                                                                             | Tommi Mäkinen          | Mitsubishi Lancer Evolution | Mitsubishi  | Mitsubishi Lancer Evolution |                           |
| 1997.                                                                             | Tommi Mäkinen          | Mitsubishi Lancer Evolution | Subaru      | Subaru Impreza              |                           |
| 1996.                                                                             | Tommi Mäkinen          | Mitsubishi Lancer Evolution | Subaru      | Subaru Impreza              |                           |
| 1995.                                                                             | Colin McRae            | Subaru Impreza              | Subaru      | Subaru Impreza              |                           |
| 1994.                                                                             | Didier Auriol          | Toyota Celica               | Toyota      | Toyota Celica               |                           |
| 1993.                                                                             | Juha Kankkunen         | Toyota Celica               | Toyota      | Toyota Celica               |                           |
| 1992.                                                                             | Carlos Sainz           | Toyota Celica               | Lancia      | Lancia Delta                |                           |
| 1991.                                                                             | Juha Kankkunen         | Lancia Delta                | Lancia      | Lancia Delta                |                           |
| 1990.                                                                             | Carlos Sainz           | Toyota Celica               | Lancia      | Lancia Delta                |                           |
| 1989.                                                                             | Massimo 'Miki' Biasion | Lancia Delta                | Lancia      | Lancia Delta                |                           |
| 1988.                                                                             | Massimo 'Miki' Biasion | Lancia Delta                | Lancia      | Lancia Delta                |                           |
| 1987.                                                                             | Juha Kankkunen         | Lancia Delta                | Lancia      | Lancia Delta                |                           |
| 1986.                                                                             | Juha Kankkunen         | Peugeot 205                 | Peugeot     | Peugeot 205                 |                           |
| 1985.                                                                             | Timo Salonen           | Peugeot 205                 | Peugeot     | Peugeot 205                 |                           |
| 1984.                                                                             | Stig Blomqvist         | Audi Quattro                | Audi        | Audi Quattro                |                           |
| 1983.                                                                             | Hannu Mikkola          | Audi Quattro                | Lancia      | Lancia Rally 037            |                           |
| 1982.                                                                             | Walter Röhrl           | Opel                        | Audi        | Audi                        |                           |
| 1981.                                                                             | Ari Vatanen            | Ford                        | Talbot      | Talbot Sunbeam Lotus        |                           |
| 1980.                                                                             | Walter Röhrl           | Fiat 131 Abarth             | Fiat        | Fiat 131 Abarth             |                           |
| 1979.                                                                             | Björn Waldegård        | Ford Escort RS1800*         | Ford        | Ford Escort RS1800          |                           |
| 1978.                                                                             | Markku Alén***         | Fiat 131 Abarth**           | Fiat        | Fiat 131 Abarth             |                           |
| 1977.                                                                             | Sandro Munari***       | Lancia Stratos HF           | Fiat        | Fiat 131 Abarth             |                           |
| 1976.                                                                             |                        |                             |             | Lancia                      | Lancia Stratos HF         |
| 1975.                                                                             |                        |                             |             | Lancia                      | Lancia Stratos HF         |
| 1974.                                                                             |                        |                             |             | Lancia                      | Lancia Stratos HF         |
| 1973.                                                                             |                        |                             |             | Alpine Renault              | Alpine Renault A110 1800  |
| * — Björn Waldegård vozio je Mercedes 450 na dve trke 1979.g.                     |                        |                             |             |                             |                           |
| ** — Markku Alén vozio je Lancia Stratos HF na dve trke 1978.g.                   |                        |                             |             |                             |                           |
| *** — Sezone 1977. i 1978, Prvenstvo za vozače zvalo se je FIA Kup za reli-vozače |                        |                             |             |                             |                           |

## Spoljašnje veze
- WRC.com — World Rally Championship;
- FIA — Međunarodna automobilska federacija;
- srpski auto savez